# Натансон, Алла Анатольевна
Алла Анатольевна Натансон ― российская актриса театра, Народная артистка Республики Бурятия, актриса Бурятского республиканского театра кукол «Ульгэр».

## Биография
Родилась 2 октября 1968 года в Улан-Удэ, Бурятская АССР, РСФСР.
Во время учёбы в 10 классе средней школы играла на сцене народного театра «Призвание» Дома культуры ЛВРЗ (Улан-Удэ). После школы некоторое время работала пионервожатой.
В 1986 году поступила в Восточно-Сибирский государственный институт культуры, где занималась на курсе Туяны Бадагаевой. Во время учёбы ещё и работала в Молодёжном театре. В январе 1990 года перешла на работу в кукольный театр «Ульгэр». В одном из интервью актриса так рассказывает о начале своего служения театре кукол:

88-й по 90-й год я проработала в Молодёжном. Туяна Баяртуевна была главным режиссёром в театре кукол тогда, и она меня позвала: «Аллочка, переходи ко мне в театр. Мне нужна актриса на роль Алисы». Я говорю: «Я не могу же. Я же с куклами как-что ничего не знаю». «Ничего, - говорит, - научишься. Актёрское мастерство у тебя есть, а всё остальное приложится».— 
Вместе с ней в 1990 году труппу театра пополнил выпуск курса театральных режиссёров, выпускников ВСГИКа. Им всем пришлось учиться кукольным премудростям, так как раньше никто с куклами дело не имел. Первая роль в театре была Алисы в спектакле «Чудеса для Алисы».
В театре наряду с кукольными спектаклями актриса играла и драматические: «Восемь любящих женщин» Р. Тома, «Бабья книга» Тэффи. Далее сыграла в таких кукольных спектаклях, как: «Лисёнок-плут» (постановка Б. Константинова, студента СПбГАТИ), «Дюймовочка» (который стал лауреатом Государственной премии Бурятии в 2000 году), «Таблетка от страха», «Муммитроли и Новый Год», «Женитьба Фигаро», «Питт и Муф» (Попеску), «Митроба» (по сказкам Б. Шергина), «Как котёнок учился мяукать» (Н. Гернет). «Золушка», «Буратино» (постановки Людмилы Глуховой — будущего лауреата Национальной премии «Золотая Маска»), «Сказка о попе и о работнике его Балде»,  «Морозко», «Новый Год для Ежика» (по сказкам Козлова) и другие.
В 2012 году Натансон вместе с театром участвовала в фестивале «Путь кочевника», где сыграла в спектакле режиссёра театра кукол «Ульгэр» Ольги Шуст «Иссумбоси». В этом спектакле использовались марионетки, планшетные куклы, теневой театр. Есть в нём и живой план, и предметы. В спектакле звучат хокку, соблюдена японская эстетика. За эту роль Алла Натансон стала лауреатом фестиваля «Путь кочевника» в номинации «Лучшая актерская работа».
За вклад в развитие бурятского театрального искусства Алла Анатольевна Натансон была удостоена почётного звания «Народная артистка Республики Бурятия».